# Dasypolia esseri
Dasypolia esseri is een vlinder uit de familie uilen (Noctuidae). De wetenschappelijke naam is voor het eerst geldig gepubliceerd in 1993 door Fibiger.
De soort komt voor in Europa.